# Колмна
Колмна — деревня в городском округе Кашира Московской области.

## География
Находится в южной части Московской области на расстоянии приблизительно 23 км на юго-восток по прямой от железнодорожной станции Кашира.

## История
Известна с 1859 года, когда здесь было 13 дворов. До 2015 года входила в состав сельского поселения Топкановского Каширского района.

## Население
Постоянное население составляло 96 жителей (1859), 34 в 2002 году (русские 97 %), 30 в 2010.